# 耶律辖底
耶律辖底（9世纪—913年），字涅烈衮，辽肃祖孙夷离堇耶律帖剌之子。
年幼时狡黠善辩，险佞之徒多依附他。遥辇钦德为契丹遥辇氏可汗时，耶律辖底的异母兄耶律罨古只为迭剌部夷离堇，按规矩行再生礼时，正在帐中换衣服，耶律辖底就取红袍、貂蝉冠，乘白马出来，派党羽大喊：“夷离堇出来了！”众人都围着他下拜，于是行柴册礼，自立为夷离堇。
与于越耶律释鲁同掌国政。耶律释鲁遇害后，耶律辖底害怕遭害，带着二子耶律迭里特、耶律朔刮奔渤海，装作失明。后有球马之会，耶律辖底又和二子夺良马奔回国。此后越来越奸恶，总以巧言免罪。
辽太祖即将即位，让位耶律辖底，耶律辖底说：“皇帝圣人，是由天来任命的，臣岂敢当！”于是被太祖命为于越。
太祖亲征西南诸部，耶律辖底诱太祖弟耶律剌葛等人作乱，并杀死不从者。太祖车驾回到赤水城，耶律辖底害怕，与耶律剌葛一同北逃，到榆河，被追兵抓住。太祖问：“朕刚即位的时候曾经让国于叔父，叔父推辞了；现在为什么却反要立我弟弟？”耶律辖底答：“一开始，臣不知道天子之贵，等陛下即位后，护卫随从很严，与凡人不同，臣曾经在奏事时心动，才开始有窥觎之意。我看陛下英武，必不可取代；陛下的弟弟们懦弱，立了就容易对付。事情如果成了，我怎么能容下陛下的弟弟们！”太祖对弟弟们说：“你们竟然听这种人说话啊！”太祖的另一个弟弟耶律迭剌说：“谋大事者，必须用这样的人；事成了，也必须除去。”耶律辖底不复说话。
耶律辖底被囚禁数月后，被缢死。临刑时，太祖说：“叔父所犯的是死罪，朕不敢赦免。但有什么对国家有好处的事，叔父应该都说出来。”耶律辖底说：“迭剌部人众势强，所以多作乱，应该一分为二，来削弱他们的势力。”子耶律迭里特一并被缢死。

## 延伸阅读
[在维基数据编辑]
 《遼史·卷112》，出自脱脱《遼史》